# The Tell-Tale Star
The Tell-Tale Star è un cortometraggio muto del 1914 diretto da Tom Forman.

## Produzione
Il film fu prodotto dalla Lubin Manufacturing Company.

## Distribuzione
Distribuito dalla General Film Company, il film - un cortometraggio in una bobina - uscì nelle sale cinematografiche USA il 13 marzo 1914.